# Live + one
EP ao vivo gravado pela banda deHeavy Metal Iron Maiden no dia 1 de novembro de 1980.
Ao contrário do que muitos pensam, o Maiden Japan NÃO foi o primeiro registro ao vivo do Iron Maiden, mas sim o Live!! + ONE, que foi gravado antes.
Com 9 músicas (4 na versão original) este item não pode ser considerado apenas um single, e muitos o tratam como um álbum mesmo, seria o primeiro ao vivo do Iron Maiden.Chamá-lo de álbum ao vivo não seria completamente um erro, mas o correto é tratá-lo como um EP (algo entre um single e um álbum). A história deste item remonta o ano de 1980 quando a banda ainda era uma promessa estourando na Inglaterra. Quase que por acaso a banda agradou o público japonês de certa forma que eles ficaram ansiosos por novos itens. Sem perder tempo, a banda lançou então o "Live!! +One" apenas no Japão com 3 músicas de uma apresentação no clube Marquee, em julho de 1980 e uma cover, Women In Uniform.Em 1984, para conquistar novos fãs na Grécia este item foi lançado por lá. A versão grega é mais "encorpada", com mais 4 músicas ao vivo e uma de estúdio (Prowler), e ao contrário do que muitos pensam essas 4 músicas adicionais não foram gravadas no Marquee Club e sim no Japão, nas mesmas apresentações onde a banda gravou o EP Maiden Japan. (retirado de www.Maidenportal.com)
SET:
1. Sanctuary (live)
2. Phantom Of The Opera (live)
3. Drifter (live)
4. Women In Uniform
5. Innocent Exile (live)(*)
6. Prowler(*)
7. Running Free (live)(*)
8. Remember Tomorrow (live)(*)
9. I've Got the Fire (live)(*)
(*) somente na versão grega.